# John Ball (puritano)
John Ball (Cassington, Oxfordshire, 30 de setembro de 1585 – 20 de outubro de 1640) foi um teólogo puritano inglês.

## Obras
A mais popular de suas numerosas obras foi A Catéchisme Curta, contendo todos os principais motivos de religião (14 edições antes de 1632). Seu Tratado de Fé (1632) e o Julgamento Amigável dos Motivos Tendendo à Separação (1640), o último dos quais define sua posição em relação à Igreja, são igualmente valiosos.